# Union des producteurs agricoles
 (février 2020).
Si vous disposez d'ouvrages ou d'articles de référence ou si vous connaissez des sites web de qualité traitant du thème abordé ici, merci de compléter l'article en donnant les références utiles à sa vérifiabilité et en les liant à la section « Notes et références ».
L’Union des producteurs agricoles (UPA), connue autrefois sous le nom de l'Union catholique des cultivateurs (fondée en 1924), est la seule centrale syndicale accréditée selon la Loi sur les producteurs agricoles à représenter les agriculteurs du Québec et les agriculteurs québécois ont des obligations légales envers ce syndicat.
Sa mission est de promouvoir, défendre et développer les intérêts professionnels, économiques, sociaux et moraux des producteurs agricoles et forestiers du Québec. De plus, l’UPA vise à contribuer à l’amélioration des conditions de vie sur le plan social, économique et culturel du milieu rural. Finalement, l’UPA agit également de concert avec les autres mouvements agricoles et forestiers du Canada pour représenter ses membres dans les discussions sur le commerce international comme ceux de l'Organisation mondiale du commerce.

## Histoire
Au Québec, les premiers mouvements d'agriculteurs commencent en 1789 lors de la création de sociétés d'agriculture inspirées d'un modèle britannique qui regroupent surtout des notables intéressés par les questions d'agriculture. Dans les années 1860 apparaissent les premiers cercles agricoles réunissant tous les agriculteurs en fonction de leur appartenance paroissiale. Abel Marion est un des premiers artisans de l’organisation de l’Union catholique des cultivateurs dont il fut d’abord pendant plusieurs années le vice-président et dont il est depuis 1936 le président général 
En 1875, ces cercles agricoles sont suffisamment nombreux pour que soit tenté un regroupement à l’échelle provinciale: l'Union agricole nationale est alors constituée. Cependant, l’Église catholique romaine, qui renforce son prestige au Québec à partir du milieu du XIXe siècle (voir Histoire du Québec et Religion au Canada), récupère le mouvement sous le nom de «cercles Saint-Isidore». L'État, par la suite, en prend progressivement le contrôle à force de subventions en échange desquelles il exige des engagements toujours plus stricts.
À la fin de ce siècle, la migration vers les villes amène les cultivateurs à vendre une part de plus en plus importante de leur production sur les marchés. Ils doivent se regrouper de façon plus indépendante pour trouver des moyens pour augmenter, sécuriser et stabiliser leurs revenus. Des coopératives agricoles commencent à voir le jour pour la commercialisation de leurs produits en 1908 après l'adoption d'une loi qui encadre leur création. À la suite de la Première Guerre mondiale, la surproduction amène la chute des prix, l’endettement des cultivateurs et l’exode vers les villes ce qui mène, en 1922, au regroupement de plusieurs des 350 coops sous la Coopérative fédérée de Québec.
En 2 octobre 1924, l’Union catholique des cultivateurs (UCC) est créé comme association professionnelle pour: améliorer la situation générale de l'agriculture, voir à l'enseignement agricole, rendre le crédit agricole disponible, rendre la production et le commerce des produits de la ferme plus rentable, faire des représentations à propos des taxes et de la colonisation du territoire. Le mensuel La Terre de chez nous est lancé en 1929 pour informer les membres et servir d'organe de diffusion des idées du mouvement dont les premiers chevaux de bataille sont alors l'électrification des campagnes et l'obtention de crédit pour les agriculteurs par l'Office du crédit agricole (1953). car le monde rural est très défavorisé dans ces domaines.

### Coopératives et syndicalisme agricole
Le mouvement coopératif et le syndicalisme agricole sont les expressions la plus distinctive du développement de la société rurale du Québec à partir de ce moment. Les agriculteurs mettent en place des caisses populaires, des coopératives d'électricité sous la supervision et le financement de Office de l'électrification rurale, des chantiers coopératifs, des assurances mutuelles, de même que des coopératives d'achat et de vente de produits liés à l'économie de la ferme. Cette mise en commun des ressources amène l'idée des contrats collectifs et en 1956, le gouvernement de Maurice Duplessis accorde enfin la loi sur La mise en marché des produits agricoles, alimentaires et de La pêche. 
Le 18 juin 1956, la première entente collective de mise en marché est signée entre la Conserverie Ernest Carrière et le Syndicat des producteurs de fruits et légumes du district Nord de Montréal. Le tout aboutira en 1965 à des ententes sectorielles où tous les agriculteurs d'un domaine, par exemple la production de poulets, auront une entente collective avec tous les transformateurs de ce secteur. Éventuellement, ces ententes s'assortiront de quotas afin de stabiliser la production et des revenus des agriculteurs en échange d'un prix contrôlé des produits pour le consommateur.

### Loi sur les contributions obligatoires
À la suite de la Révolution tranquille des années 1960, l'UCC devient neutre et se transforme en 1972 en Union des producteurs agricoles (UPA). L'organisation connaît une mutation profonde de ses structures internes, mais surtout, gain historique et capital pour le syndicalisme agricole, elle acquiert enfin la représentativité exclusive dans la profession par une loi de reconnaissance syndicale: la Loi sur les producteurs agricoles. La loi définit le statut de producteur, elle reconnaît une seule association accréditée pour représenter les producteurs agricoles du Québec et elle lui confère, suivant le respect de certaines exigences, le droit de percevoir des cotisations et des contributions obligatoires. Ce titre de représentant unique est assez peu commun ailleurs dans le monde, par exemple il y a trois associations reconnues en Ontario.
Les priorités de l'UPA des années 1970 et 1980 sont le zonage agricole des terres pour lutter contre l'érosion de celle-ci par les banlieues, le système de taxation, le développement régional, la consolidation des plans conjoints de mise en marché, la rémunération en fonction des coûts réels de production, l'assurance-stabilisation des revenus, la reconnaissance du rôle des femmes en agriculture et négociation de la zone de libre-échange canado-américaine (et plus tard de l'ALÉNA). 
Les années 1990 voient naître à sa pleine mesure la mondialisation de l'économie: l'Organisation mondiale du commerce, la nouvelle Union européenne, la ZLEA, etc. L'UPA se met donc à intervenir auprès du gouvernement canadien pour sauvegarder les intérêts de ses membres et en particulier le système de stabilisation de l'offre et de la demande. L'UPA se dote également en 1994 d'une stratégie agro-environnementale qui consiste non seulement à protéger les ressources, mais aussi à assurer le développement durable des activités agricoles.
Le fonds d'archives de la Fédération de l'Union des producteurs agricoles est conservé au centre d'archives de Rouyn et le fonds d'archives de l’Union des Producteurs Agricoles est conservé à Québec à la Bibliothèque et Archives nationales du Québec.

### Conseil exécutif
Le conseil exécutif de l'Union est composé de sept membres, soit le président général, le premier vice-président, le deuxième vice-président, et de quatre autres membres. 
| Année       | Présidence                    | Production                   |
| ----------- | ----------------------------- | ---------------------------- |
| 2021 - ...  | Martin Caron                  | Laitière et grandes cultures |
| 2011 - 2021 | Marcel Groleau                | Laitière                     |
| 2007 - 2011 | Christian Lacasse             | Laitière                     |
| 1993 - 2007 | Laurent Pellerin              | Porcine                      |
| 1981 - 1993 | Jacques Proulx                | Laitière et ovine            |
| 1981 - 1981 | Marcel Mailloux (par intérim) |                              |
| 1979 - 1981 | Pierre Gaudet                 |                              |
| 1973 - 1979 | Paul Couture                  |                              |
| 1969 - 1973 | Albert Allain                 |                              |
| 1962 - 1969 | Lionel Sorel                  |                              |
| 1954 - 1962 | Jean-Baptiste Lemoine         |                              |
| 1936 - 1954 | Albert Marion                 |                              |
| 1932 - 1936 | Albert Rioux                  |                              |
| 1926 - 1932 | Aldéric Lalonde               |                              |
| 1924 - 1926 | Laurent Barré                 |                              |

## Critique
Selon La vie agricole, un journal indépendant sur l'agriculture québécoise, l'UPA n'est pas un syndicat comme les autres car elle regroupe en une seule entité syndicale, via à la Loi sur les producteurs agricoles adoptée en 1972, toutes sortes de producteurs agricoles n'étant pas liés par une convention collective de travail les protégeant et qui ont pourtant des obligations légales envers l'UPA, bien que la loi ne leur offre pas le choix entre plusieurs unions accrédités, puisqu'il n'en existe qu'une seule, bien que l'adhésion ne soit pas en soi, obligatoire : « Une confusion délibérément entretenue entre l'inscription au ministère de l'agriculture comme producteur agricole, l'adhésion comme membre à l'UPA et le paiement de la cotisation à l'UPA fait en sorte que la grande majorité des agriculteurs reconduit chaque année, sans trop s'en rendre compte, son adhésion à l'UPA en payant sa cotisation, ce qui a permis à celle-ci de conserver sans problème son statut de seule association représentative accréditée depuis plus de 40 ans. Ce qui permet également à l'UPA de répéter fièrement que plus de 90% des agriculteurs sont inscrits comme membres de leur plein gré. ».

### Rapport Pronovost
En 2006 a été lancée la Commission sur l’avenir de l’agriculture et l’agroalimentaire québécois (CAAAQ). Avec à sa tête Jean Pronovost, la commission avait pour mandat de faire une mise en situation des enjeux qui entourent le monde agricole et agroalimentaire québécois et de développer des recommandations.
Le rapport Pronovost remet en question l’accréditation unique et obligatoire à l'UPA.

## Édition
L'UPA est propriétaire de hebdomadaire La Terre de chez nous, un magazine québécois francophone dont la thématique principale est l'information agricole au Québec.